# 질레트
질레트(영어: Gillette)는 미국의 글로벌 면도기 메이커이다. 질레트 브랜드는 1901년 킹 C. 질레트(King Camp Gillette)가 제조한 안전면도기에서 유래한다. 그 후 더 질레트 컴퍼니(The Gillette Company)가 설립되어 면도날과 면도기의 대명사로 널리 알려졌었다. 더 질레트 컴퍼니는 생활·가전용품의 브라운, 건전지의 듀라셀, 구강제품의 오랄비 등을 인수하여 자회사로 두다가, 2005년 10월 1일 P&G에 인수되어 현재 P&G의 산하 브랜드로 되어 있다. 다만 듀라셀은 2015년에 P&G가 버크셔 해서웨이에 다시 매각했다.
질레트는 안전 면도기 시장의 개척자로 널리 알려져 있다. 또한 킹 질레트는 안전 면도기의 발명가로도 알려져 있다. 이런 주장이 가능한 이유는 질레트가 면도기 시장에서 가장 오래 생존한 회사이기 때문이다. 그러나, 안전 면도기를 발명한 사람은 질레트가 아니다.
질레트는 세계 100여개국에서 널리 판매되고 있으며, 세계 면도기 시장 점유율 1위를 기록하고 있다. 대한민국에도 1984년에 진출하였고, 1990년대 이후 가장 널리 팔리는 면도기로 면도기 시장 점유율 1위를 유지하고 있다. 더 질레트 컴퍼니의 직접 투자로 질레트 코리아를 설립하여 제품을 판매하였고, 국내 현지 생산공장도 운영하였다. 2005년 P&G 산하가 된 후 더욱 공격적인 마케팅을 전개하며 시장 점유율 1위를 공고히 하고 있다.

## 스폰서
- Gillette 스타리그 2004 - 질레트와 함께 듀라셀도 공동 후원했었다.
- 질레트 피파 2006 리그